# Petra Olsen
Petra Olsen (ur. 2 października 1990) – szwedzka lekkoatletka specjalizująca się w skoku o tyczce.

## Osiągnięcia
- brązowy medal mistrzostw świata juniorów młodszych (Ostrawa 2007)
- mistrzyni kraju w różnych kategoriach wiekowych

## Rekordy życiowe
- skok o tyczce – 4,25 (2008)
- skok o tyczce (hala) – 4,24 (2013)